# Herminia varialis
Herminia varialis là một loài bướm đêm trong họ Noctuidae.